# Rio Sixaola
O Rio Sixaola é um rio centro-americano que banha o Panamá.